# Claus Sørensen (fiskeridirektør)
 For alternative betydninger, se Claus Sørensen. (Se også artikler, som begynder med Claus Sørensen)
Claus Sørensen (født 2. februar 1888 på Langli , død 29. juli 1976 i Esbjerg) var en dansk fisker, iværksætter, direktør og opfinder.
Claus Sørensen blev født på øen Langli i 1888. Hans forældre var husmand og fisker Jeppe Christian Sørensen (1855–1940) og Johanne Madsen (1851–1909). Efter sin konfirmation blev Sørensen nordsøfisker. Han emigrerede efter 4 år og levede som laksefisker og skovhugger ved Amerikas vestkyst fra 1906 til 1908. Herefter vendte han tilbage til Danmark og købte en fiskekutter i Esbjerg. Hans flåde blev hurtigt udvidet med flere og større skibe og i 1917 stoppede han på grund af en mavesygdom med selv at fiske for i stedet at administrere en voksende række af virksomheder.
Han havde lavet bjergningsopgaver fra 1916, og han oprettede han første bjergningsstation på den danske vestkyst. Fra 1925 samarbejdede han med redningsselskabet Svitzer og blev dets inspektør på Vestkysten. I 1926 begyndte Claus Sørensens selskab at fiske ved Island med tre skibe, heriblandt de to første danske stålkuttere. Senere omfattede fiskeriet også Grønland, Barentshavet og Newfoundlandbankerne. På land anlagde han fra 1926 isværker i Frederikshavn, Skagen, Hirtshals, Thyborøn og Esbjerg ligesom han investerede i fiskenetindustrien, sildeolieindustrien, kutterværfter, redningsudstyr og ørreddamme i og udenfor Danmark. Aktiviteterne i Grønland førte i 1948 til oprettelsen af A/S Det Grønlandske Fiskeri Compagni som byggede fire frysehuse i Grønland og havde eget fryseskib. Anlæggene blev forpagtet til Den Kongelige Grønlandske Handel.
Han opfandt et ophalerspil som fik stor betydning for kystfiskeriet på den jyske vestkyst, samt en gummiredningsbåd der blev grundlaget for Nordisk Gummibådsfabrik (senere kaldet Viking Life-Saving Equipment A/S) som han oprettede i Esbjerg i 1960.
Claus Sørensen var formand for Vestjysk Fiskeriforening fra 1936 til 1943 og medlem af Nævnet til Fornyelse af Fiskeflåden i samme periode. Han var medlem af fiskerirådet og af Hanstholmudvalget af 1956. Sørensen blev udnævnt til Ridder af Dannebrog i 1943. Han fik Dansk arbejdes initiativdiplom i 1958 og Esbjerg bys ærespris i 1959.
Claus Sørensen blev gift med Antoinette Karoline Karstensen (1894-1988) den 22. august 1913 i Sønder Omme. De fik 6 børn.
Claus Sørensen stiftede Claus Sørensens Fond i 1964. Fonden ejer i dag (2023) gennem Claus Sørensen Gruppen helt eller delvist selskaberne Blika A/S, Claus Sørensen Ejendomme A/S, VIKING Life-Saving Equipment A/S, Isværket A/S, EfB Elite A/S og Vestfrost A/S.
Claus Sørensens erindringer ved A. Hjorth Rasmussen udkom fra 1973 til 1979:
- 1. 1888-1910. Langli-dreng bliver fisker. 1973
- 2. 1910-1930. Fisker går i land. 1974
- 3. 1917-1937. Bjærgningsliv. 1974
- 4. 1930-1950. Store opgaver. 1975
- 5. 1950-1976. Pioneren. Af Tage Sørensen o.a. 1979